# Nicolas Herdt
Nicolas Herdt est un directeur de la photographie et réalisateur de téléfilms français.

## Biographie
Diplômé de l'École Louis-Lumière à Paris en 1988, Nicolas Herdt a suivi une courte mais fructueuse carrière d'assistant opérateur avant de devenir cadreur pour Michael Kael contre la World News Company (1998), puis directeur de la photographie pour Le Papillon. Il est maintenant réalisateur de téléfilm.

## Filmographie
Téléfilms
- 2008 : Bébé à bord
- 2009 : Juste un peu d'@mour
- 2011 : Amoureuse
- 2013 : La vie au grand air
- 2013 : Tango : Le coup du lapin
- 2013 : Tango :  La vengeance du corbeau
- 2014 : Ligne de mire
- 2014 : Changement de cap
- 2015 : Origines

Séries télévisées
- 2012 : Interpol :   
  - épisode#2.1 : « Les Larmes du jaguar »
  - épisode#2.6 : « Soleil trompeur
- 2019 : Crimes parfaits, épisodes Trop beau pour être vrai et A la vie, à la mort
- 2020 : H24
- 2024 : Plus belle la vie, encore plus belle (saison 1)
- 2025 : Tout pour la lumière